# Mirosław Zbigniew Wojalski
Mirosław Zbigniew Wojalski (ur. 27 lutego 1937 w Łodzi) – polski nauczyciel, działacz społeczny i kulturalny, regionalista, kolekcjoner, autor wielu publikacji. Honorowy prezes Oddziału Łódzkiego Towarzystwa Opieki nad Zabytkami.
Jest łódzkim regionalistą, autorem publikacji o dziejach i zabytkach Łodzi, działaczem Towarzystwa Opieki nad Zabytkami w Łodzi (legitymacja nr 3), fotografem-krajoznawcą, kolekcjonerem ekslibrisów (prowadzi Widzewską Galerię Ekslibrisu w Łodzi) oraz jest licencjonowanym (nr 1) przewodnikiem turystycznym po Łodzi i województwie łódzkim. Związany z Widzewską Oficyną Wydawniczą ZORA w Łodzi wydającą głównie książki o dziejach i zabytkach Łodzi.

## Wykształcenie i praca zawodowa
Absolwent łódzkiego V LO im. Władysława Reymonta (V TPD). Magister fizyki. Emerytowany nauczyciel łódzkich szkół średnich.

## Zainteresowania pozazawodowe
- Członek Honorowy Stowarzyszenia Autorów Polskich SAP, także Honorowy Członek Klubu Miłośników Starych Tramwajów w Łodzi.
- Od początku istnienia w Łodzi Towarzystwa Opieki nad Zabytkami – od 1983 r. wiceprezes Oddziału TOnZ przez 9 kadencji nieprzerwanie do 2009 r.
- Działacz PTTK, w poprzednich kadencjach członek władz Zarządu Oddziału PTTK, prezes Klubu Fotografii Krajoznawczej PTTK.
- Wygłasza odczyty o dziejach i zabytkach Łodzi, prowadzi wycieczki i spotkania łodzian, chcących poznać zabytki swojego miasta. Szczególnie chętnie spotyka się z młodzieżą szkolną, zachęcając ją do poznawania dziejów i zabytków Łodzi. Odbył kilkaset spotkań autorskich.

Jest posiadaczem kolekcji ponad 15 000 ekslibrisów (w tym ponad 3500 ekslibrisów autorstwa Kazimierza Zbigniewa Łońskiego), które pokazuje na publicznych wystawach w Łodzi i w kraju (m.in. w Krakowie w Galerii Ekslibrisu DK „Podgórze”).
Zorganizował i od 30 lat prowadzi galerię ekslibrisu „Widzewska Galeria Ekslibrisu w Łodzi”, której siedzibą od początku jest Dom Kultury „502” Łódź ul. Gorkiego 16 na Widzewie-Wschodzie, jedyną w Łodzi stałą galerię ekslibrisu, jedną z czterech w kraju – ale najstarszą. Tam zorganizował 104 wystawy ekslibrisów, opracowując do nich katalogi. 91. wystawa „Ekslibrisowe pasje Andrzeja Zaręby” pokazuje 100 ekslibrisów „z parowozami”.
Ważna była wystawa otworzona 28 lutego 2017 r. „80 ekslibrisów dla Mirosława Zbigniewa Wojalskiego w 80-lecie urodzin” połączona z promocją publikacji na płytce „Działacze krajoznawstwa, turystyki, opieki nad zabytkami, przewodnicy, z Łodzi i regionu”, Łódź 2017. W wernisażu udział wzięli i pisemne gratulacje złożyli wiceprezydent m. Łodzi Krzysztof Piątkowski i Przewodniczący Rady Miejskiej Łodzi Tomasz Kacprzak. Odczytany został też list gratulacyjny od Prezydent m. Łodzi Hanny Zdanowskiej. Poprzednio była eksponowana wystawa „500-lecie polskiego ekslibrisu”. Inna wystawa – „Hanna Ewa Stańska. Ekslibrisy łodzian” otworzona została 13 października 2015 r. z okazji 25-lecia Galerii. Patronat nad 25-leciem Galerii objęła Hanna Zdanowska Prezydent miasta Łodzi. 101. wystawa to ekslibrisy Ryszarda Bandosza, 102. Juliusza Szczęsnego Batury, 103. Romana Muchy i jego córki Marzanny, 104. Zbigniewa Dolatowskiego otwierająca obchody 30-lecia Galerii. Patronat nad 30-leciem i wystawą przyjęła Prezydent miasta Łodzi Hanna Zdanowska.
Było ogółem ponad 30 wystaw autorskich m.in. Rajmunda Aszkowskiego, Ryszarda Bandosza, Juliusza Szczęsnego Batury (kilkakrotnie), Krzysztofa Marka Bąka, Tadeusza Wacława Budynkiewicza, Wojciecha Cieślaka, Anny Czapskiej, Jana T. Czecha, Zbigniewa Dolatowskiego, Józefa Golca, Henryka Grajka, Henryka Górskiego, Krzysztofa Kmiecia (kilkakrotnie), Kariny Kopczyńskiej-Janiszewskiej, Andrzeja Kota, Kazimierza Zbigniewa Łońskiego (kilkakrotnie), Zbigniewa Osenkowskiego, Henryka Płóciennika, Bohdana Rutkowiaka, Heleny Sawickiej, Małgorzaty Seweryn, Hanny Ewy Stańskiej, Bogusława Szczepańczyka, Leszka Frey-Witkowskiego.
Wśród wystaw tematycznych znalazły się m.in. „Architektura”, „Biblioteki publiczne”, „Kwiaty”, „Kobieta”, „Mikołaj Kopernik”, „Ary Sternfeld”, „Muzyka”, „Medycyna”, „Krajoznawstwo”, „Numizmatyka”, „Szachy”, „Dobry wojak Szwejk”, „Kosmos”, „Podróże”, „Portrety pisarzy i poetów”, „Orły”, „Heraldyka”, „Koleje i tramwaje”, „Samochody”, „Diabły”, „Polskie zabytki UNESCO na ekslibrisach”, „Ekslibrisy »koronkowe«”, „Ekslibrisy przyrodnicze”, „Niebo i kosmos”, „Zabytki Łodzi”, „weterynaryjne”, „komputerowe”.
Jedną z poprzednich wystaw była Zabytki Łodzi na ekslibrisach Kazimierza Zbigniewa Łońskiego. i była to 75. wystawa z kolekcji Mirosława Zbigniewa Wojalskiego a zorganizowana z okazji 20-lecia Galerii. Patronat nad obchodami 20-lecia Galerii w 2011 r. objęła Hanna Zdanowska – Prezydent miasta Łodzi. Katalog tej wystawy miał numer ISBN 978-83-88638-55-8.

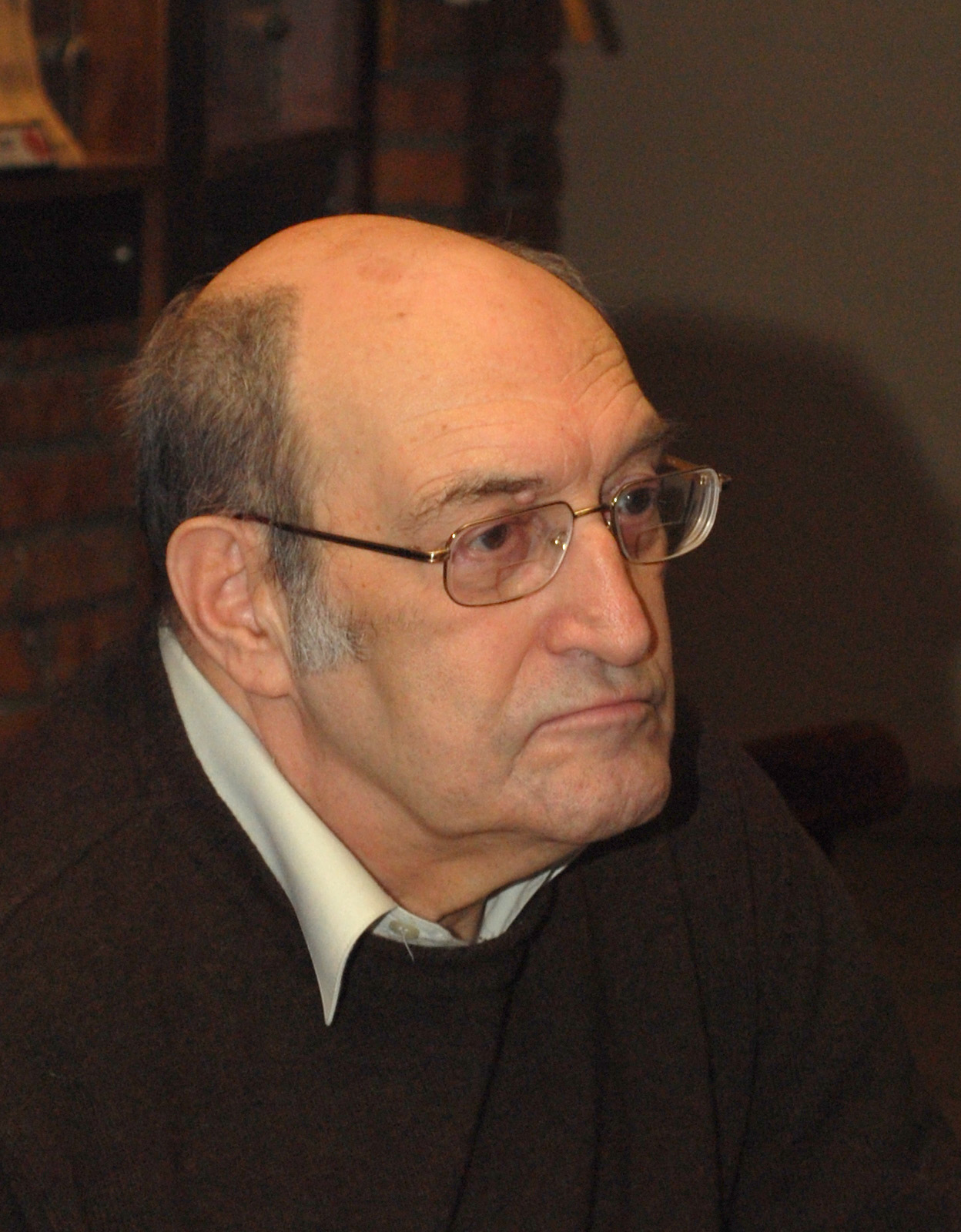
Mirosław Zbigniew Wojalski podczas spotkania wikipedystów w Łodzi 16 stycznia 2011. Autor zdjęcia Polimerek

7 grudnia 2017 r. ukazał się w „Dzienniku Łódzkim” artykuł Anny Gronczewskiej Pięćset lat polskich ekslibrisów. Z Mirosławem Z. Wojalskim, regionalistą z Łodzi oraz kolekcjonerem ekslibrisów rozmawia Anna Gronczewska. W treści artykułu znajdują się informacje o pierwszym polskim ekslibrisie sprzed 501 lat (i drugim z 1517 r.) dla Macieja Drzewickiego dostojnika kościelnego i dyplomaty. Obydwóm rocznicom poświęcone były w 2016 r. wystawy: w Miejskiej Galerii Sztuki w Galerii „Chimera” przy ul. Wólczańskiej 31 i Widzewskiej Galerii Ekslibrisu przy ul. M. Gorkiego 16 (jest zapowiedź, że niedługo nazwę tej ulicy wojewoda zmieni w ramach „dekomunizacji”). Obie miały katalogi.
Czytamy również o tym, że jest wiele ekslibrisów o tematyce łódzkiej m.in. autorstwa Kazimierza Zbigniewa Łońskiego z Zamościa, który w Łodzi był bodaj 5 razy, ale miasto go zafascynowało i mając albumy zdjęć łódzkich zabytków znakomicie, wiernie je odwzorował na kilkuset ekslibrisach.
Ale i o tym, że sztuka ekslibrisu nie zaginęła. Ekslibrisy nadal są tworzone, zdobią książki, a nawet są tematem uczonych dyskursów. W Krakowie bowiem w Uniwersytecie Pedagogicznym im. Komisji Edukacji Narodowej odbyła się 15 listopada 2017 r. międzynarodowa konferencja „Ekslibris. Znak własnościowy – Dzieło sztuki. Tradycja, współczesność, perspektywy”. Jeden z referatów tam przedstawionych był „27 lat Widzewskiej Galerii Ekslibrisu z Łodzi” autorstwa Mirosława Zbigniewa Wojalskiego.
W artykule zasygnalizowano też ukazanie się pierwszego znaczka pocztowego o tematyce ekslibrisowej.
Istotnie, można już kupić bloczek, na znaczku o wartości 6 zł pokazany jest pierwszy polski ekslibris a obok znaczka jest reprodukcja drugiego ekslibrisu dla tego samego Mikołaja Drzewickiego z 1517 r. Całość jest zatytułowana „Polski ekslibris” i każdy ma 7-cyfrowy numer bieżący.
Zorganizował także inne wystawy ze swoich zbiorów np. „Dawna Łódź na starych i nowych widokówkach” czy „Kartografia Łodzi. Plany miasta” do których również opracował katalogi.
Właściciel wielu różnorodnych kolekcji – zbiera „Sternfeldiana”, widokówki krajoznawcze, bilety wizytowe i autografy, bilety komunikacji miejskiej z różnych miast i epok, książki, ale przede wszystkim „łodziana” – stare łódzkie widokówki, stare łódzkie fotografie, breloczki „łódzkie”, plany miasta Łodzi, przewodniki po Łodzi oraz ekslibrisy autorów łódzkich i przedstawiające Łódź.
Zdobywca „Ekslibrisu bibliofila krajoznawcy” i „Plakietki zbiorów krajoznawczych PTTK”.
„Dziennik Łódzki” 16 października 2017 r. w dodatku zatytułowanym Poczet zasłużonych łódzkich nauczycieli zamieścił jego biogram i portret.
W Klubie Miłośników Starych Tramwajów zapoczątkował wydawanie pisma klubowego „Pantograf” i był jego pierwszym redaktorem naczelnym.
Fotograf – krajoznawca, posiada duży zbiór własnych czarno-białych i barwnych zdjęć Łodzi odchodzącej. Stworzył dużo zestawów barwnych przeźroczy krajoznawczych, teraz tworzy krajoznawcze pokazy multimedialne, głównie o tematyce łódzkiej.
Przed laty był kilkakrotnie nagradzany za zestawy udźwiękowione barwnych przezroczy krajoznawczych m.in. w PTTK-owskich przeglądach „Diakraj”. Kilka z tych zestawów przedstawiało Łódź. Jeden przedstawiał ludowy strój łowicki.
W almanachu Polska. Fotografia krajoznawcza wydanym w 2000 przez Centrum Fotografii Krajoznawczej PTTK w Łodzi jest jego biogram na s. 190 oraz na s. 118–119 jest zreprodukowanych 5 zdjęć barwnych jego autorstwa przedstawiających zabytki Łodzi (m.in. kamienicy Szai Goldbluma, witraż w pałacu Juliusza Kindermana, secesyjną willę Roberta Nestlera przy ul. Łąkowej).
Instruktor Fotografii Krajoznawczej PTTK, członek Ogólnopolskiego Forum Fotografii Krajoznawczej PTTK.
Zdobywca Dużej Złotej Odznaki Fotografii Krajoznawczej. Posiadacz Medalu 150 Lat Fotografii i Medalu Jana Sunderlanda oraz Nagrody Honorowej im. Fryderyka Kremsera (obecnie członek Kapituły tej Nagrody).
Uczestnik Ogólnopolskiego Forum Publicystów Krajoznawczych PTTK, członek korespondent Wielkopolskiego Klubu Publicystów Krajoznawczych.
Instruktor Opieki nad Zabytkami PTTK.
Występuje czasem w Radiu Łódź i Telewizji Łódź.
Jest też autorem ponad 250 artykułów w prasie regionalnej i ogólnopolskiej, przeważnie z dziejów Łodzi – dziejów techniki i urządzeń komunalnych Łodzi oraz o zabytkach Łodzi.

## Nagrody i odznaczenia
- Złoty Krzyż Zasługi (2019)[1]
- Srebrny Krzyż Zasługi (2002)[2]
- Brązowy Medal „Zasłużony Kulturze Gloria Artis”[3],
- Odznaka „Zasłużony Działacz Kultury”,
- Odznaka „Za Zasługi dla Miasta Łodzi”.
- Honorowa Odznaka Miasta Łodzi
- Srebrna i Złota Honorowa Odznaka PTTK.
- Nagroda Miasta Łodzi (2002)
- Nagroda Prezydenta miasta Łodzi w dziedzinie kultury (2019)[4]

## Publikacje
- Działo się w Łodzi…, której II wydanie z 1996 r. ISBN 83-86699-00-0 uzyskało wyróżnienie Złoty Ekslibris Książnicy Miejskiej. To zbiór esejów z dziejów techniki i urządzeń oraz instytucji komunalnych m. Łodzi.
- 100 lat łódzkich tramwajów wyd. zm. 2002, ISBN 83-88638-05-X.
- Kieszonkowa kronika dziejów Łodzi, która doczekała się 5 wydań, ostatnie 2006 ISBN 83-88638-27-0.
- 575 lat miasta Łodzi (też 5 wydań), ostatnie 2006 ISBN 83-88638-28-9.
- Cmentarz Żydowski w Łodzi 2002 wyd. III ISBN 83-86699-56-6 (także w języku angielskim The Jewish Cemetery in Lodz, wyd II 2001 i niemieckim Der jüdische Friedhof in Lodz ISBN 83-88638-06-8).
- Koleją do »Ziemi Obiecanej« 2000 ISBN 83-86699-09-4.
- Orbity sputników Ary Sternfeld obliczał w Łodzi w latach 1932–1933,wyd. II 2002 ISBN 83-88638-10-6.
- Łódzkie telefony nie mają jeszcze 100 lat.
- O niektórych łódzkich szkołach…, 1998 ISBN 83-86699-17-5.
- Łódzkie zabytki, 2005 ISBN 83-88638-22-X.
- Łódzkie tramwaje na ekslibrisach 2002 ISBN 83-86699-20-5.
- Stary Cmentarz w Łodzi przy ul. Ogrodowej-Srebrzyńskiej ISBN 83-900806-7-2.
- Julian Tuwim.
- Zabytki Łodzi.
- Dobry wojak Szwejk na ekslibrisach Kazimierza Z. Łońskiego 2005 ISBN 83-88638-24-6.
- Jak fotografować kompaktem – poradnik dla początkujących ISBN 83-900806-1-3.
- Zabytki Łodzi. Grafiki Kazimierza Zbigniewa Łońskiego ISBN 978-83-88638-47-3.
- „Cieszynalia”. Ekslibrisy Józefa Golca, Łódź. Październik 2011. Katalog (ISBN 978-83-88638-61-9) 76. wystawy w Widzewskiej Galerii Ekslibrisu w Łodzi zamykającej obchody 20-lecia Galerii pod patronatem Hanny Zdanowskiej Prezydenta miasta Łodzi. Prezentowane było 99 ekslibrisów m.in. Jerzego Buzka, a także reprodukcje ekslibrisów, które w oryginale są koronkami („koronki koniakowskie”).
- Hanna Ewa Stańska. Ekslibrisy łodzian Łódź 2015 ISBN 978-83-88638-68-8.
- Hanna Ewa Stańska (1935-2017). Wspomnienie Łódź 2017 ISBN 978-83-88638-79-4.
- „Działacze krajoznawstwa, turystyki, opieki nad zabytkami, przewodnicy, z Łodzi i regionu”, Łódź 2017, ISBN 978-83-88638-75-6.
- „Biały Orzeł – godło państwa polskiego” Wystawa 100 ekslibrisów na 100-lecie Niepodległej z kolekcji Mirosława Zbigniewa Wojalskiego. Katalog 100. wystawy (ta też pod patronatem Hanny Zdanowskiej Prezydent m. Łodzi), opatrzony numerem ISBN 978-83-88638-80-0 2018 s. 3-8ˌ

Także autorem dwóch przewodników po polskich sanatoriach:
- Połczyn Zdrój »w pigułce« dla kuracjuszy 1995 ISBN 83-900806-5-6.
- Wysowa Zdrój »w pigułce« dla kuracjuszy, 1996 ISBN 83-86699-06-X.

i innych prac
Jest współautorem
- ifletu Łódź pełna zabytków, 1995, ISBN 83-900806-4-8.

oraz współautorem publikacji:
- Zabytki Łodzi na ekslibrisach 1998 (ISBN 83-86699-19-1),
- Z dziejów miejskich tramwajów elektrycznych w Łodzi…(ISBN 83-900806-2-1) a także
- dwóch albumów zdjęć Łódź (ISBN 83-906249-0-7 i ISBN 83-906249-3-1).
- Polscy Żydzi – bohaterowie ekslibrisów Józefa Golca, 2009, ISBN 978-83-88638-46-6.
- Łódzka fotografia krajoznawcza. Zarys dziejów, CFK PTTK Łódź, Regionalna Organizacja Turystyczna Województwa Łódzkiego, Łódź 2011, ISBN 978-83-88638-60-2.
- Aleksander Górski, Czesław Marmura, Mirosław Zbigniew Wojalski Henryk Górski. Wojskowy. Lekarz. Twórca ekslibrisów, Łódź 2016 r. ISBN 978-83-88638-72-5.

Redaktor książek o zabytkach Łodzi z serii brązowej wydawanych pod egidą Towarzystwa Opieki nad Zabytkami w Łodzi: Stare fabryki Łodzi (ISBN 83-86699-01-9), Pałace »Ziemi Obiecanej« (ISBN 83-86699-10-8), Łódzka secesja (ISBN 83-86699-02-7), Księży Młyn. Królestwo Scheiblerów, 100 lat tramwajów łódzkich (ISBN 83-88638-05-X), Gmachy użyteczności publicznej dawnej Łodzi (ISBN 83-86699-45-0), Łódka i inne rzeki łódzkie (ISBN 83-86699-16-7), Z dziejów poczty w Łodzi (ISBN 83-86699-41-8), Dawna Piotrkowska, Od Fiszera do »Pegaza« (ISBN 83-88638-17-3), Z dziejów kanalizacji i wodociągów łódzkich (ISBN 83-88638-23-8). Większość zdjęć w tych publikacjach jest jego autorstwa lub z jego kolekcji.
Także redaktorem O Elizie i jej Łodzi – pierwszego komiksu o dziejach i zabytkach Łodzi, 2003 (ISBN 83-88638-16-5) autorstwa Barbary Konieckiej.
Redaguje od 1999 informatory-katalogi konkursu fotograficznego dla młodzieży szkolnej Zabytki Łodzi organizowanego przez Towarzystwo Opieki nad Zabytkami (ostatnie wspólnie z Pałacem Młodzieży im. J. Tuwima w Łodzi).
Ostatnie to: edycja VI 2006 ISBN 978-83-88638-34-3, edycja VII 2007 ISBN 978-83-88638-38-1, edycja VIII 2008 ISBN 978-83-88638-48-0, edycja IX 2009 ISBN 978-83-88638-52-7, edycja X 2010 ISBN 978-83-88638-54-1, poprzednio edycja V 2003 ISBN 83-86699-66-3.
Redaguje (redaktor naczelny) biuletyny wewnętrzne Towarzystwa Opieki nad Zabytkami „Zabytki w Łodzi. Pismo Łódzkiego Oddziału Towarzystwa Opieki nad Zabytkami” ISSN 1508-7182 (ostatnie numery: 1/2005 (10), 1/2006 (11), 1/2007 (12), 1/2008 (13)), 1/2009 (14).